# 回忆、梦、思考
《回忆、梦、思考》（德語：Erinnerungen, Träume, Gedanken）是瑞士精神病学家卡尔·荣格的个人自传，其中部分内容由阿尼拉·杰菲整理。这本传记涉及荣格的童年回忆、私人生活，以及对心理学精神的探索历程。传记以德语写成，于1961年荣格去世后出版。

## 背景
1956年，万神殿书籍出版社的编辑及所有者库尔特·沃尔夫表达了出版一部卡尔·荣格传记的意愿。荣格的同事约兰达·雅各比博士提议，由阿尼拉·杰菲与荣格合作撰写这部传记。起初荣格不太情愿与杰菲的合作，但随着意识到这项工作的重要性，他开始深入参与其中，并亲自撰写了部分文本。
传记前三章由荣格本人撰写，包含从他童年至青年的经历，他称这几章内容为“生命中的早年事件”。此外，第十二章“晚期思想”以及第九章“旅行”中的肯尼亚与乌干达部分也由荣格本人撰写。除上述几章外，其余部分由杰菲根据两人的交谈对话整理写成。

## 争议
荣格的家人希望保持荣格的私人生活远离公众视野，因此向此书的出版施压，以删除或修改部分段落。出版商则要求此书大幅缩减篇幅，以降低售价。与荣格合作撰写此书的阿尼拉·杰菲亦被指称根据其个人意愿对内容作了删节，删去了她认为容易引发争议的，荣格关于基督教的想法。
在最终出版时，讲述荣格个人友谊的“友人”一章被删除，其中部分内容整合进了其他章节。因杰菲等人抗议，出版商放弃了删除更多内容的打算。

## 中译本
- 卡尔·荣格. . 由于玲娜翻译. 上海译文出版社. 2020. ISBN 9787532783632.